# Зеличёнок, Вадим Борисович
Вади́м Бори́сович Зеличёнок (род. 14 января 1956, Златоуст, Челябинская область) — советский и российский тренер (лёгкая атлетика), спортивный функционер, арбитр, Заслуженный тренер СССР (1992) и России (1996), судья всесоюзной категории (1980), кандидат педагогических наук (1998).

## Биография
В 1977 году окончил ГЦОЛИФК. В 1977—1983 годах был тренером и старшим тренером Управления лёгкой атлетики Комитета по физической культуре и спорту при Совете Министров СССР. В 1983—1990 годах работал старшим тренером юниорской сборной команды СССР. В 1990—1991 годах совмещал обязанности главного тренера сборных команд СССР по лёгкой атлетике и вице-президента Федерации лёгкой атлетики СССР. Главный тренер Объединённой команды на летних Олимпийских играх 1992 года в Барселоне. В 1992—1998 годах был главным тренером сборной команды России.
В 1994—2000 годах был Генеральным секретарём Всероссийской федерации лёгкой атлетики (ВФЛА). С октября 2000 года по февраль 2015 работал первым вице-президентом ВФЛА. После этого до января 2016 года исполнял обязанности президента федерации. Член комитета развития Европейской легкоатлетической ассоциации и Европейской ассоциации тренеров по лёгкой атлетике.
В 1998 году защитил кандидатскую диссертацию по теме «Критерии отбора и комплектования сборных национальных команд по лёгкой атлетике». Тогда же был назначен директором Московского регионального Центра развития Международной ассоциации легкоатлетических федераций. Был членом технического комитета Международной ассоциации легкоатлетических федераций. Доцент кафедры лёгкой атлетики Российского государственного университета физической культуры, спорта, молодёжи и туризма.
Живёт в Москве.